# HMS Ardent (F184)
Pour les autres navires du même nom, voir HMS Ardent.
Le HMS Ardent est une frégate britannique de type 21 en service dans la Royal Navy pendant la guerre des Malouines.
Sa quille est posée le 26 février 1974 au chantier naval Yarrow Shipbuilders de Glasgow, en Écosse. Il est lancé le 9 mai 1975 et mis en service le 13 octobre 1977 sous le commandement du commander Anthony G. M. A. Provest.

## Guerre des Malouines
Le 21 mars 1982, alors qu'il se trouvait dans le détroit des Malouines pour soutenir le débarquement des Royal Marines à San Carlos (opération Sutton), il fut pris d'assaut par des attaques aériennes intenses et successives de Skyhawk, Dagger et Mirage de la force aérienne argentine. La première attaque a mis hors d'usage la propulsion (qui fut par la suite restaurée à une vitesse de seulement 17,5 nœuds (32 km/h)) et une partie de l'armement en plus de la destruction du hangar. La deuxième attaque a touché le navire à l'arrière, rendant les incendies à bord incontrôlables.
L'Ardent s'est échoué sur un fond peu profond dans la baie de Grantham Sound. La frégate HMS Yarmouth récupéra les survivants. L'Ardent a continué à brûler jusqu'à son naufrage au matin du 22 mai. Au total, 22 membres d’équipage ont perdu la vie.